# Mike Gascoyne
Michael „Mike” Gascoyne (ur. 2 kwietnia 1963 w Norwich) – konstruktor samochodów Formuły 1. Obecnie dyrektor techniczny Caterham F1.
Gascoyne pracował dla wielu zespołów F1 (McLaren, Sauber, Renault). Ostatnim zespołem przed przejściem do Lotusa był Force India.